# 검은지빠귀
검은지빠귀(학명: Turdus cardis)는 지빠귀과에 속하는 새이다. 수컷은 몸윗면이 전체적으로 검은색이며 그중 머리부터 멱,가슴까지 진한 검은색이다. 배는 검은 점들이 있는 흰색이다. 부리와 눈테는 노란색이다. 암컷은 몸윗면이 올리브 갈색이고 몸아랫면은 흑갈색 점들이 있는 흰색이다. 옆구리는 주황색이며 부리는 흑갈색 기운이 있는 노란색이다.
일본과 중국, 인도차이나 등에 분포하며 대한민국에서는 보기 힘든 나그네새이다.